# گنگ هونگبین
گنگ هونگبین (انگلیسی: Geng Hongbin؛ زادهٔ ۱۵ فوریهٔ ۱۹۸۲)  تیرانداز اهل چین بود. وی در بازی‌های المپیک تابستانی ۲۰۰۴ حضور داشته‌است.